# Orobica Calcio Bergamo 2020-2021
Questa voce raccoglie le informazioni riguardanti l'Associazione Sportiva Dilettantistica Orobica Calcio Bergamo nelle competizioni ufficiali della stagione 2020-2021.

## Rosa
Rosa, ruoli e numeri di maglia come da sito ufficiale, aggiornati al 12 ottobre 2019
| N. |                    | Ruolo | Calciatrice            |
| -- | ------------------ | ----- | ---------------------- |
| 4  | Italia (bandiera)  | D     | Jennifer Limonta       |
| 7  | Italia (bandiera)  | C     | Lara Galimberti        |
| 8  | Italia (bandiera)  | C     | Alessia Salvi          |
| 10 | Italia (bandiera)  | C     | Vanessa Rossi          |
| 14 | Italia (bandiera)  | C     | Alice Foti             |
| 16 | Italia (bandiera)  | C     | Giulia Asta            |
| 17 | Italia (bandiera)  | D     | Christianna Tze Kiamou |
| 18 | Italia (bandiera)  | C     | Giorgia De Vecchis     |
| 19 | Croazia (bandiera) | D     | Sandra Žigić           |
| 20 | Italia (bandiera)  | A     | Giulia Mandelli        |
| 21 | Italia (bandiera)  | D     | Claudia Luisa Crippa   |
| 21 | Italia (bandiera)  | C     | Beatrice Airola        |
| 22 | Italia (bandiera)  | P     | Carlotta Nardi         |
| 23 | Italia (bandiera)  | C     | Chiara Poeta           |
| 24 | Italia (bandiera)  | D     | Gloria Magni           |
| 26 | Italia (bandiera)  | A     | Eleonora Galli         |

| N. |                    | Ruolo | Calciatrice               |
| -- | ------------------ | ----- | ------------------------- |
| 27 | Italia (bandiera)  | P     | Alice Lugli               |
| 29 | Italia (bandiera)  | C     | Marzia Visani             |
| 32 | Italia (bandiera)  | A     | Giulia Redolfi            |
| 33 | Italia (bandiera)  | D     | Milena Bertazzoli         |
| 44 | Albania (bandiera) | D     | Alma Hilaj                |
| 82 | Italia (bandiera)  | P     | Chiara Trevaini           |
| 91 | Croazia (bandiera) | C     | Mia Kalašić               |
| 97 | Italia (bandiera)  | C     | Greta Campana             |
| 98 | Italia (bandiera)  | A     | Marilyn Michelle Antolini |
| 99 | Italia (bandiera)  | A     | Serena Cortesi            |
| 99 | Italia (bandiera)  | A     | Vanessa Rossi             |
|    | Italia (bandiera)  | P     | Alice Lugli               |
|    | Italia (bandiera)  | D     | Gloria Madaschi           |
|    | Italia (bandiera)  | C     | Greta Campana             |
|    | Italia (bandiera)  | C     | Eleonora Valtorta         |

## Calciomercato

### Sessione estiva
| Acquisti | Acquisti               | Acquisti         | Acquisti                  |
| R.       | Nome                   | da               | Modalità                  |
| -------- | ---------------------- | ---------------- | ------------------------- |
| P        | Alice Lugli            | Empoli           |                           |
| D        | Christianna Tze Kiamou | Diósgyőr         |                           |
| D        | Jennifer Limonta       | Orobica          | promossa in prima squadra |
| D        | Gloria Madaschi        | ???              | definitivo                |
| C        | Giorgia De Vecchis     | Empoli           | definitivo                |
| C        | Eleonora Valtorta      | Orobica Under-19 |                           |
| C        | Sandra Žigić           | Milan            | definitivo                |
| A        | Vanessa Rossi          | ???              | definitivo                |

| Cessioni | Cessioni       | Cessioni       | Cessioni   |
| R.       | Nome           | a              | Modalità   |
| -------- | -------------- | -------------- | ---------- |
| P        | Lia Lonni      | Florentia S.G. |            |
| D        | Marta Brasi    | svincolata     |            |
| D        | Tina Marolt    |                | svincolata |
| D        | Giorgia Milesi |                |            |
| D        | Michela Milesi |                |            |
| D        | Guya Vavassori | Cortefranca    |            |
| D        | Martina Zanoli | Fiorentina     |            |
| C        | Dalia Bonzi    | Vicenza        |            |
| C        | Cristina Merli | Brescia        |            |
| A        | Luana Merli    | Brescia        | svincolata |
| A        | Karin Muya     | San Marino     | [ 5 ]      |

### Sessione invernale
| Acquisti | Acquisti               | Acquisti | Acquisti    |
| R.       | Nome                   | da       | Modalità    |
| -------- | ---------------------- | -------- | ----------- |
| P        | Chiara Trevaini        | Inter    | in prestito |
| C        | Giulia Asta            | Perugia  |             |
| C        | Mariana Jaleca Pereira | ???      |             |
| A        | Patrizia Caccamo       | Torres   |             |
| A        | Vanessa Lazzari        | Brescia  | in prestito |

| Cessioni | Cessioni               | Cessioni     | Cessioni      |
| R.       | Nome                   | a            | Modalità      |
| -------- | ---------------------- | ------------ | ------------- |
| P        | Alice Lugli            | Sassuolo     | fine prestito |
| D        | Christianna Tze Kiamou | Pomigliano   |               |
| C        | Greta Campana          | ???          |               |
| C        | Mariana Jaleca Pereira | Åland United |               |
| C        | Giulia Redolfi         | Torres       |               |

## Risultati

### Serie B

#### Girone di andata
| Arbitro: | Bianchini (Terni) |

|                        |           |  |
| Silvi 55’ Visconti 59’ | Marcatori |  |

| Arbitro: | Migliorini (Verona) |

|  |           |           |
|  | Marcatori | 48’ Ferin |

| Arbitro: | Aldi (Finale Emilia) |

|                                  |           |  |
| Hilaj 12’ Žigić 18’ Antolini 24’ | Marcatori |  |

| Arbitro: | Arnaut (Padova) |

|            |           |            |
| Farina 21’ | Marcatori | 72’ Airola |

#### Girone di ritorno
| Cologno al Serio 24 gennaio 2021, ore 13:30 CET 14ª giornata | Orobica           | 0 – 0 referto referto 2 | Roma CF | Centro sportivo "Giacinto Facchetti" (0 spett.)\| Arbitro: \| Cortese (Bologna) \| |
| Arbitro:                                                     | Cortese (Bologna) |                         |         |                                                                                    |

| Arbitro: | Arnaut (Padova) |

|                        |           |  |
| Tuttino 20’ Grosso 41’ | Marcatori |  |

| Arbitro: | Di Renzo (Bolzano) |

|  |           |                                |
|  | Marcatori | 4’ Hilaj 65’ Žigić 76’ Pereira |

| Arbitro: | Gandino (Alessandria) |

|  |           |           |
|  | Marcatori | 19’ Magri |

### Coppa Italia

#### Gironi eliminatori
| Arbitro: | Catanzaro (Catanzaro) |

|  |           |            |
|  | Marcatori | 20’ Airola |

| Arbitro: | Pirriatore (Bologna) |

|  |           |                                                                |
|  | Marcatori | 12’ (rig.), 52’ Giacinti 45’ (aut.) Lugli 90+1’ Tucceri Cimini |

## Statistiche

### Statistiche di squadra
| Competizione | Punti | In casa | In casa | In casa | In casa | In casa | In casa | In trasferta | In trasferta | In trasferta | In trasferta | In trasferta | In trasferta | Totale | Totale | Totale | Totale | Totale | Totale | DR |
| Competizione | Punti | G       | V       | N       | P       | Gf      | Gs      | G            | V            | N            | P            | Gf           | Gs           | G      | V      | N      | P      | Gf     | Gs     | DR |
| ------------ | ----- | ------- | ------- | ------- | ------- | ------- | ------- | ------------ | ------------ | ------------ | ------------ | ------------ | ------------ | ------ | ------ | ------ | ------ | ------ | ------ | -- |
| Serie B      | 33    | 13      | 3       | 5       | 5       | 14      | 17      | 13           | 5            | 4            | 4            | 19           | 13           | 26     | 8      | 9      | 9      | 33     | 30     | +3 |
| Coppa Italia | -     | 1       | 0       | 0       | 1       | 0       | 4       | 1            | 1            | 0            | 0            | 1            | 0            | 2      | 1      | 0      | 1      | 1      | 4      | -3 |
| Totale       | -     | 14      | 3       | 5       | 6       | 14      | 21      | 14           | 6            | 4            | 4            | 20           | 13           | 28     | 9      | 9      | 10     | 34     | 34     | 0  |

### Andamento in campionato
| Giornata  | 1 | 2 | 3 | 4 | 5 | 6 | 7 | 8 | 9 | 10 | 11 | 12 | 13 | 14 | 15 | 16 | 17 | 18 | 19 | 20 | 21 | 22 | 23 | 24 | 25 | 26 |
| --------- | - | - | - | - | - | - | - | - | - | -- | -- | -- | -- | -- | -- | -- | -- | -- | -- | -- | -- | -- | -- | -- | -- | -- |
| Luogo     | T | C | T | C | T | C | T | C | T | C  | T  | T  | C  | C  | T  | C  | T  | C  | T  | C  | T  | C  | T  | C  | C  | t  |
| Risultato | P | P | N | P | V | V | N | P | N | N  | P  | N  | V  | N  | V  | N  | P  | V  | V  | P  | V  | P  | P  | N  | N  | V  |
| Posizione |   |   |   |   |   |   |   |   |   |    |    |    |    |    |    |    |    |    |    |    |    |    |    |    |    | 11 |

Legenda:

Luogo: C = Casa; T = Trasferta. Risultato: V = Vittoria; N = Pareggio; P = Sconfitta.

### Statistiche delle giocatrici
| Giocatore          | Serie B  | Serie B | Serie B     | Serie B    | Coppa Italia | Coppa Italia | Coppa Italia | Coppa Italia | Totale   | Totale | Totale      | Totale     |
| Giocatore          | Presenze | Reti    | Ammonizioni | Espulsioni | Presenze     | Reti         | Ammonizioni  | Espulsioni   | Presenze | Reti   | Ammonizioni | Espulsioni |
| ------------------ | -------- | ------- | ----------- | ---------- | ------------ | ------------ | ------------ | ------------ | -------- | ------ | ----------- | ---------- |
| B. Airola          | 7        | 1       | 0           | 0          | ?            | 1            | ?            | ?            | 7+       | 2      | 0+          | 0+         |
| M. M. Antolini     | 15       | 3       | 0           | 0          | ?            | 0            | ?            | ?            | 15+      | 3      | 0+          | 0+         |
| G. Asta            | 15       | 0       | 2           | 0          | ?            | 0            | ?            | ?            | 15+      | 0      | 2+          | 0+         |
| M. Bertazzoli      | 6        | 0       | 0           | 0          | ?            | 0            | ?            | ?            | 6+       | 0      | 0+          | 0+         |
| P. Caccamo         | 7        | 0       | 0           | 0          | ?            | 0            | ?            | ?            | 7+       | 0      | 0+          | 0+         |
| G. Campana         | 1        | 0       | 0           | 0          | ?            | 0            | ?            | ?            | 1+       | 0      | 0+          | 0+         |
| S. Cortesi         | 10       | 1       | 0           | 0          | ?            | 0            | ?            | ?            | 10+      | 1      | 0+          | 0+         |
| C. L. Crippa       | 2        | 0       | 0           | 0          | ?            | 0            | ?            | ?            | 2+       | 0      | 0+          | 0+         |
| G. De Vecchis      | 26       | 6       | 0           | 0          | ?            | 0            | ?            | ?            | 26+      | 6      | 0+          | 0+         |
| A. Foti            | 26       | 2       | 0           | 0          | ?            | 0            | ?            | ?            | 26+      | 2      | 0+          | 0+         |
| G. Fumagalli       | 0        | 0       | 0           | 0          | ?            | 0            | ?            | ?            | 0+       | 0      | 0+          | 0+         |
| L. Galimberti      | 2        | 0       | 0           | 0          | ?            | 0            | ?            | ?            | 2+       | 0      | 0+          | 0+         |
| E. Galli           | 15       | 1       | 2           | 0          | ?            | 0            | ?            | ?            | 15+      | 1      | 2+          | 0+         |
| A. Hilaj           | 24       | 2       | 2           | 0          | ?            | 0            | ?            | ?            | 24+      | 2      | 2+          | 0+         |
| M. Kalašić         | 16       | 2       | 0           | 0          | ?            | 0            | ?            | ?            | 16+      | 2      | 0+          | 0+         |
| C. Kiamou          | 6        | 0       | 1           | 0          | ?            | 0            | ?            | ?            | 6+       | 0      | 1+          | 0+         |
| V. Lazzari         | 12       | 3       | 0           | 0          | ?            | 0            | ?            | ?            | 12+      | 3      | 0+          | 0+         |
| J. Limonta         | 0        | 0       | 0           | 0          | ?            | 0            | ?            | ?            | 0+       | 0      | 0+          | 0+         |
| A. Lugli Alice     | 2        | -6      | 0           | 0          | ?            | -4           | ?            | ?            | 2+       | -10    | 0+          | 0+         |
| G. Madaschi        | 0        | 0       | 0           | 0          | ?            | 0            | ?            | ?            | 0+       | 0      | 0+          | 0+         |
| G. Magni           | 24       | 0       | 1           | 0          | ?            | 0            | ?            | ?            | 24+      | 0      | 1+          | 0+         |
| G. Mandelli        | 15       | 1       | 2           | 0          | ?            | 0            | ?            | ?            | 15+      | 1      | 2+          | 0+         |
| C. Nardi Carlotta  | 24       | -24     | 0           | 0          | ?            | 0            | ?            | ?            | 24+      | -24    | 0+          | 0+         |
| M. J. Pereira      | 10       | 1       | 0           | 0          | ?            | 0            | ?            | ?            | 10+      | 1      | 0+          | 0+         |
| C. Poeta           | 25       | 1       | 5           | 0          | ?            | 0            | ?            | ?            | 25+      | 1      | 5+          | 0+         |
| G. Redolfi         | 5        | 0       | 0           | 0          | ?            | 0            | ?            | ?            | 5+       | 0      | 0+          | 0+         |
| V. Rossi           | 0        | 0       | 0           | 0          | ?            | 0            | ?            | ?            | 0+       | 0      | 0+          | 0+         |
| A. Salvi           | 24       | 0       | 2           | 0          | ?            | 0            | ?            | ?            | 24+      | 0      | 2+          | 0+         |
| C. Trevaini Chiara | 0        | 0       | 0           | 0          | ?            | 0            | ?            | ?            | 0+       | 0      | 0+          | 0+         |
| E. Eleonora        | 0        | 0       | 0           | 0          | ?            | 0            | ?            | ?            | 0+       | 0      | 0+          | 0+         |
| M. Visani          | 26       | 0       | 1           | 0          | ?            | 0            | ?            | ?            | 26+      | 0      | 1+          | 0+         |
| S. Žigić           | 22       | 8       | 5           | 0          | ?            | 0            | ?            | ?            | 22+      | 8      | 5+          | 0+         |